# South Lindsey Township
South Lindsey Township est un township du comté de Benton dans le Missouri, aux États-Unis. Il est baptisé en référence au capitaine Stephen Cole, un pionnier.

## Source de la traduction
- (en) Cet article est partiellement ou en totalité issu de l’article de Wikipédia en anglais intitulé « South Lindsey Township, Benton County, Missouri » (voir la liste des auteurs).